# Conference on Computer Vision and Pattern Recognition
Conference on Computer Vision and Pattern Recognition (CVPR) est une conférence scientifique annuelle de l'IEEE en reconnaissance des formes et vision par ordinateur. Elle a toujours eu lieu dans une ville des États-Unis.
La conférence est considérée comme l'une des meilleures du domaine avec un très fort facteur d'impact, et est classée parmi les conférences de plus haut niveau. Avec le gain en popularité de l'intelligence artificielle à la fin des années 2010, elle devient même une « publication phare », toutes disciplines scientifiques confondues: en 2024, Google Scholar la classait au 2e rang des publications scientifiques les plus citées, après Nature.
CVPR se tient pour la première fois à San Francisco en 1985. Depuis 2001 la conférence a un taux global d'acceptation des communications scientifiques d'environ 30 % (24 % en 2012). Le taux d'acceptation des papiers à l'oral est en dessous de 10 % depuis 2001, et un taux inférieur à 5 % depuis 2006.
En 2016, les organisateurs introduisent des « spotlight », des sessions de présentation orales courtes (4 minutes) permettant de mettre en valeur les points les plus saillants de l'article, qui est par ailleurs présenté sous la forme de poster.

## Conférences passées
| Année | Ville (aux États-Unis)    | Notes (site, articles) | Statistiques articles | Statistiques articles | Statistiques articles | Statistiques articles | Statistiques articles |
| ----- | ------------------------- | ---------------------- | --------------------- | --------------------- | --------------------- | --------------------- | --------------------- |
| Année | Ville (aux États-Unis)    | Notes (site, articles) | soumis                | acceptés              | oraux                 | poster                | spotlight             |
| 2023  | Vancouver (Canada)        | CVPR 2023              | 9155                  | 2359 (25,8%)          |                       | tous                  | 235                   |
| 2022  | La Nouvelle-Orléans       | CVPR 2022              | 8161                  | 2064 (25,3 %)         | 344 (4,2%)            | tous                  |                       |
| 2021  | Virtuelle                 | CVPR 2021              |                       |                       |                       |                       |                       |
| 2020  | Virtuelle                 | CVPR 2020              | 6424                  | 1467 (25,0 %)         | 335 (5,7 %)           | tous                  |                       |
| 2019  | Long Beach (Californie)   | CVPR 2019              | 5165                  | 1294 (25,1 %)         | 288 (5,5 %)           | tous                  |                       |
| 2018  | Salt Lake City            | CVPR 2018              | 3309                  | 979 (29 %)            | 70 (2,1 %)            | tous                  | 224 (6,6 %)           |
| 2017  | Honolulu                  | CVPR 2017              | 2620                  | 783 (29 %)            | 71 (2,65 %)           | tous                  | 144 (8 %)             |
| 2016  | Las Vegas                 | CVPR 2016              | 2145                  | 643 (29,9 %)          | 83 (3,9 %)            | tous                  | 123 (9,7 %)           |
| 2015  | Boston                    | CVPR 2015 articles     | 2123                  | 602 (28,4 %)          | 71 (3,3 %)            |                       |                       |
| 2014  | Colombus (Ohio)           | CVPR 2014 articles     | 1807                  | 540 (29,88 %)         | 104 (5,75 %)          |                       |                       |
| 2013  | Portland                  | CVPR 2013 articles     | 1816                  | 472 (26,2 %)          | 60 (3,3 %)            | 412                   |                       |
| 2012  | Providence (Rhode Island) | CVPR 2012 articles     | 1933                  | 466 (24,1 %)          | 48 (2,5 %)            | 418 (21,6 %)          |                       |
| 2011  | Colorado Springs          | CVPR 2011 articles     |                       |                       |                       |                       |                       |
| 2010  | San Francisco             | CVPR 2010 articles     | 1724                  | 462 (26,8 %)          | 78 (4,5 %)            | 383 (22,3 %)          |                       |
| 2009  | Miami                     | CVPR 2009 articles     | 1464                  | 383 (26,2 %)          | 61 (4,2 %)            | 322 (22 %)            |                       |
| 2008  | Anchorage                 | articles               | 1593                  | 508 (31,8 %)          | 63 (4,0 %)            | 445 (27,9 %)          |                       |
| 2007  | Minneapolis               | articles               | 1250                  | 353 (28,2 %)          | 60 (4,8 %)            | 293 (23,4 %)          |                       |
| 2006  | New York                  |                        | 1131                  | 318 (28,1 %)          | 54 (4,8 %)            | 264 (23,3 %)          |                       |
| 2005  | San Diego                 |                        | 1160                  | 324 (27,9 %)          | 74 (6,3 %)            | 250 (21,6 %)          |                       |
| 2004  | Washington                |                        | 873                   | 260 (29,7 %)          | 54 (6,2 %)            | 206 (23,6 %)          |                       |
| 2003  | Madison                   |                        | 905                   | 209 (23,1 %)          | 60 (6,6 %)            | 149 (16,5 %)          |                       |
| 2001  | Kauai                     |                        | 920                   | 273 (29,6 %)          | 78 (8,4 %)            | 195 (21,2 %)          |                       |
| 2000  | Hilton Head               |                        | 466                   | 220 (47,2 %)          | 66 (14,2 %)           | 154 (33,0 %)          |                       |
| 1999  | Fort Collins              |                        | 503                   | 192 (38,1 %)          | 73 (14,5 %)           | 119 (23,7 %)          |                       |
| 1998  | Santa Barbara             |                        | 453                   | 139 (30,6 %)          | 42 (9,3 %)            | 97 (21,4 %)           |                       |
| 1997  | San Juan (Porto Rico)     |                        | 544                   | 173 (31,8 %)          | 62 (11,4 %)           | 111 (20,4 %)          |                       |
| 1996  | San Francisco             |                        | 551                   | 137 (24,8 %)          | 73 (13,2 %)           | 64 (11,6 %)           |                       |
| 1994  | Seattle                   |                        | 472                   | 164 (34,7 %)          | 87 (18,4 %)           | 77 (16,3 %)           |                       |
| 1993  | New York                  |                        | 431                   | 186 (43,1 %)          | 89 (20,6 %)           | 97 (22,5 %)           |                       |
| 1992  | Champaign                 |                        | 357                   | 159 (44,5 %)          | 89 (24,9 %)           | 70 (19,6 %)           |                       |
| 1991  | Maui                      |                        | 491                   | 143 (29,1 %)          | 98 (20,0 %)           | 45 (9,2 %)            |                       |
| 1989  | San Diego                 |                        | 327                   | 95 (29,1 %)           | 95 (100 %)            | 0 (-)                 |                       |
| 1988  | Ann Arbor                 |                        | 300                   | 140 (46,6 %)          | 140 (100 %)           | 0 (-)                 |                       |
| 1986  | Miami                     |                        | 200                   | 111 (55,5 %)          | 65 (32,5 %)           | 46 (23 %)             |                       |
| 1985  | San Francisco             |                        | 240                   | 124 (51,7 %)          | 72 (30 %)             | 52 (21,7 %)           |                       |

## Prix Longuet-Higgins
Le prix Longuet-Higgins récompense les articles CVPR publiés dix ans auparavant, qui ont eu un impact significatif sur la recherche en vision par ordinateur.